# اکوافلایت
اکوافلایت (به انگلیسی: Equaflight) یک شرکت هواپیمایی با کد یاتا E7 است که در تاریخ ۱۹۹۸ میلادی تأسیس شده است. دفتر مرکزی اکوافلایت در جمهوری کنگو واقع شده‌است و قطب این شرکت هواپیمایی در فرودگاه پوانت نوار قرار دارد و به ۳ مقصد، پرواز مستقیم انجام می‌دهد.